# Голманхане
Голманхане (перс. گلمانخانه) — село в Ірані, входить до складу дехестану Бакешлучай у Центральному бахші шахрестану Урмія провінції Західний Азербайджан.